# Martensita

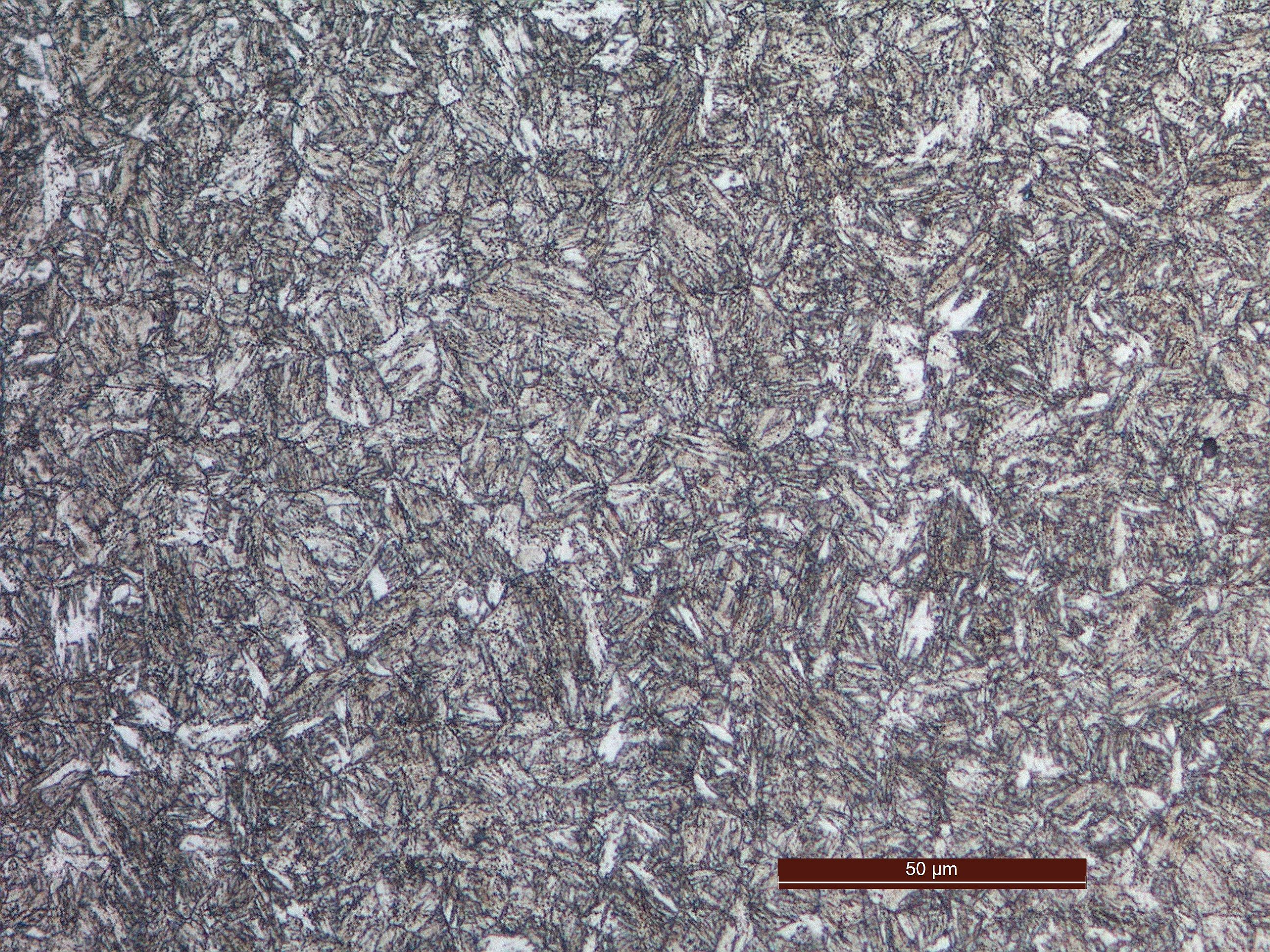
Martensita temperada em aço estrutural

A martensita (português brasileiro) ou martensite (português europeu) é feita a partir da austenita, uma solução sólida de carbono e ferro com um formato centro-estrutural cristalino cúbico, que é formado pelo aquecimento de ferro a uma temperatura de pelo menos 723 graus Celsius. A transformação martensítica ocorre quando a austenita é rapidamente resfriada em um processo conhecido como têmpera. A rápida queda de temperatura aprisiona os átomos de carbono dentro da estrutura cristalina dos átomos de ferro antes que eles possam se dissipar para fora, resultando em uma ligeira distorção da forma destas estruturas, aumentando a dureza do aço.
Na fabricação do aço, martensita é uma fase metaestável composta por ferro que está supersaturada com carbono e que é o produto de uma transformação sem difusão (atérmica) da austenita.
É formada quando ligas ferro — carbono austenitizadas são resfriadas rapidamente ou bruscamente (como no tratamento térmico de têmpera). É uma estrutura monofásica (TCC), tetragonal de corpo centrado e se encontra fora de equilíbrio, resultante de uma transformação sem difusão da austenita.
A dureza da martensita depende do teor de carbono e dos elementos de liga do aço, sendo que um maior teor de carbono resultará em uma martensita de maior dureza. Os elementos de liga presentes em um determinado tipo de aço, determinam sua temperabilidade, ou seja, qual a velocidade de resfriamento necessária, a partir da temperatura de austenitização, para que toda a austenita se transforme em martensita. Maiores teores de elementos de certos liga resultam em maior temperabilidade.
A martensita, no estado pós têmpera, praticamente nunca é utilizada, sendo necessária a aplicação de um tratamento térmico posterior a têmpera. Este tratamento térmico, denominado revenimento, tem como objetivos aliviar as tensões geradas pela formação da martensita, além de reduzir sua dureza, para os valores especificados pelo projeto. Portanto, como resultado do tratamento térmico de têmpera, espera-se a formação de uma microestrutura totalmente martensítica, com a maior dureza que possa ser atingida pelo aço tratado. Depois, no revenimento, em função do tempo de tratamento e da temperatura, atinge-se a dureza desejada.